# Orobas

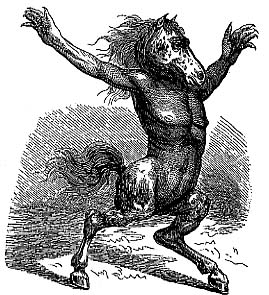
Orobas według Słownika wiedzy tajemnej Collina de Plancy, 1863

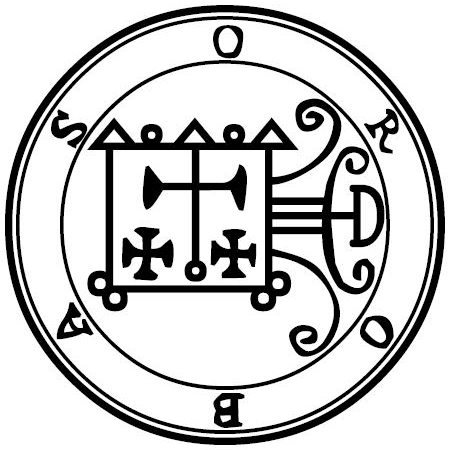
Sigil potrzebny do przywołania Orobasa

Orobas – w tradycji okultystycznej, pięćdziesiąty piąty duch Goecji. By go przywołać i podporządkować, potrzebna jest jego pieczęć, która według Goecji powinna być zrobiona z cyny.
Jest wielkim i potężnym prałatem, a według Dictionnaire Infernal księciem piekła. Rozporządza 20 legionami duchów.
Dzieli się wiedzą o przeszłości, teraźniejszości i przyszłości. Rozdaje zaszczyty i urzędy, odkrywa kłamstwa. Potrafi pogodzić przyjaciół i wrogów. Opowiada o boskości  i stworzeniu świata. Należy on do łagodnych demonów i przez to jest wiernym sługą egzorcysty i chroni go przed innymi duchami. 
Wezwany, ukazuje się pod postacią konia, jednakże na rozkaz przyzywającego przybiera postać człowieka.